# 沈亨倬
沈亨倬（1978年1月12日—），韓國男演員。

## 影視作品
粗體表第一男主角

### 電視劇

#### 2000年代
- 2001年：MBC《Best劇場－妻子在聊天中》飾演 傑羅尼莫
- 2002年：SBS《野人時代》飾演 鄭雲慶
- 2002年：KBS《在你身邊真好》飾演 朴俊昊
- 2002年：MBC《預約愛情》飾演 申在元
- 2003年：KBS《Drama City－該死的愛情》飾演 李奎
- 2003年：SBS《白手逃脫》飾演 南宮赫
- 2004年：KBS《白雪公主》飾演 蛋糕店店長
- 2004年：KBS《Drama City－暴風雨》飾演 道一
- 2007年：KBS《Drama City－噓！那個天使》飾演 吳流
- 2007年：MBC《還是喜歡你》飾演 尹錫彬
- 2008年：MBC《聚光燈》飾演 沈在豪
- 2008年：MBC《可可島的秘密》飾演 沈亨倬
- 2009年：KBS《回家的路》飾演 劉民秀
- 2009年：KBS《傳說的故鄉－假面鬼》

#### 2010年代
- 2010年：KBS《學習之神》飾演 張永植
- 2010年：SBS《三姊妹》飾演 朴宇燦
- 2011年：MBC《相信男人》飾演 李善宇
- 2011年：KBS《Brain》飾演 趙代植
- 2011年：MBC《千次的吻》飾演 朴泰慶
- 2012年：SBS《我人生的甘霖》飾演 李承柱
- 2012年：KBS《我的女兒㥠榮》飾演 崔慶鎬
- 2013年：KBS《廣告天才李太白》（客串）
- 2013年：MBC《真是了不起》飾演 李善男
- 2013年：tvN《一起吃飯吧》飾演 金學問
- 2014年：JTBC《我們能相愛嗎》飾演 韓浚模
- 2014年：KBS《Drama Special－寶美的房間》飾演 金興植
- 2014年：tvN《高校處世王》（客串）
- 2014年：MBC《狎鷗亭白夜》飾演 白英俊（特別演出）
- 2015年：Mnet《七顛八起具海拉》飾演 泰豐／高悟煥
- 2015年：KBS Drama《Miss Mammamia》飾演 羅宇真
- 2015年：MBC《湔雪的魔女》飾演 青年麻泰山（特別出演）
- 2015年：SBS《離婚律師戀愛中》飾演 奉敏奎
- 2016年：JTBC《Madame Antoine》飾演 遊戲開發公司CEO（特別出演）
- 2016年：KBS《五個孩子》飾演 李浩泰
- 2016年：tvN《打架吧鬼神》飾演 教授（客串）
- 2017年：SBS《我的野蠻女友》飾演 李春風
- 2017年：MBC《擺飯桌的男人》飾演 高正道
- 2018年：SBS《善良魔女傳》飾演 蔡康旻
- 2019年：tvN《觸及真心》飾演 崔允赫
- 2019年：JTBC《加油吧威基基2》飾演 秉哲(棒球隊前輩)
- 2019年：tvN《請融化我吧》飾演 黃炳深

#### 2020年代
- 2021年：OCN《Times》飾演 韓道京

- 2021年：tvn 《我的室友是九尾狐》（特別出演）
- 2021年：JTBC 《Undercover (2021年電視劇)》飾演 李民律（特別出演）

### 電影
- 2004年：《靈異人形館》
- 2005年：《偷情高手》
- 2015年：《大雄之宇宙英雄記》(溫泉員工、保安等宇宙海盜手下)
- 2017年：《爸爸是女兒》

### 紀錄片
- 2014年11月30日：紀錄片《2014 遊戲的再發現》

## 綜藝節目
- 2014年7月28日：KBS《大國民脫口秀-你好》
- 2014年8月1日、9月12日：MBC 《我獨自生活》
- 2014年8月30日：MBC《改變世界的Quiz（朝鲜语：세상을 바꾸는 퀴즈）》
- 2014年9月8日：JTBC《同歲人》
- 2014年9月18日：JTBC《需要更浪漫》
- 2014年12月13日：KBS《收視率的帝王（朝鲜语：시청률의 제왕）》
- 2014年12月15日、12月22日：JTBC《拜託了冰箱》
- 2015年1月30日：MBC 《我獨自生活》
- 2015年1月31日：MBC 《改變世界的Quiz》（找朋友）
- 2015年2月5日、9月24日：OGN《From Start Till Clear（朝鲜语：켠김에 왕까지）》（Ep.223、236）
- 2015年2月17日－18日、3月1日、4月28日－7月28日：SBS《曖昧男女（朝鲜语：썸남썸녀 (텔레비전 프로그램)）》
- 2015年3月14日：tvN 《SNL Korea 6》
- 2015年7月18日：K-STAR（朝鲜语：K-STAR (채널)）《食神之路（朝鲜语：식신로드）》
- 2015年7月24日－8月14日：SBS《叢林的法則》（汶萊前篇）
- 2015年8月18日－8月25日：JTBC《我去上學啦》（東京暑假特輯）
- 2015年8月19日：MBC《黃金漁場 Radio Star》
- 2015年8月21日：JTBC《魔女狩獵（朝鲜语：마녀사냥 (텔레비전 프로그램)）》
- 2015年8月26日：ch.CGV 《Movie Stalker》
- 2015年9月9日：tvN《水曜美食會》
- 2015年10月3日：SBS《The Racer（朝鲜语：더 레이서）》
- 2015年10月3日－10月24日：MBC《無限挑戰》（傻瓜戰爭）
- 2015年10月22日：KBS《Happy Together 3》
- 2015年10月31日：SBS《同床異夢，沒關係沒關係》（Ep.28）
- 2015年11月1日－11月8日：SBS《Running Man》（100 VS 100）
- 2015年12月6日：KBS2《搞笑演唱會》
- 2015年12月12日：tvN《SNL Korea 6》
- 2016年1月16日：MBC《無限挑戰》（宇宙特輯—火星）
- 2016年3月5日：KBS《演藝家中介》
- 2018年10月6日:MBC《全知干預視角》
- 2018年10月13日:MBC《全知干預視角》
- 2018年10月20日:MBC《全知干預視角》
- 2019年2月27日:MBC《黃金漁場 Radio Star》

### 固定節目
- 2015年12月16日－2016年4月7日：JTBC《瑪麗和我》
- 2015年12月18日－2016年3月11日：MBC《隔壁的CEO們》
- 2016年12月15日－2017年2月23日：Mnet《黃金鈴鼓》

## 獲獎記錄
- 2015年：Cable TV 放送大賞－演技部門人氣賞
- 2019年：第27屆大韓民國文化演藝大獎（朝鲜语：대한민국 문화연예대상）－電視部門 男子優秀演技賞

## 外部連結
- NAVER （页面存档备份，存于）
- 沈亨倬的Instagram帳戶